# Parco urbano dell'Ippodromo
Il parco urbano dell'Ippodromo è un parco pubblico nella città di Cesena realizzato nel 2003 e ampliato nel 2008.

## Descrizione
Situato nella zona nord-ovest della città, alle spalle del Carisport e della pista di atletica leggera, il parco si estende fra la linea ferroviaria, l'argine del fiume Savio e la via Fausto Coppi. Venne inaugurato nel 2003 e aveva un'estensione 80.000 m²; a seguito dell'ampliamento eseguito nel 2008, è stato ampliato rendendo fruibili altri 55.000 m² raggiungendo quindi un'estensione di circa 135.000 m² diventando così l'area verde più grande di Cesena. 
È situato fuori dall'abitato e sono presenti boschetti e radure, lunghi sentieri percorribili sia a piedi o in bicicletta, e aree attrezzate con giochi per bambini e una zona attrezzata per skateboard (Jurassic Skatepark) che si estende per circa 800 m².È inoltre presente un'ampia area sgambo per cani. 
I lavori di ampliamento del 2008 hanno riguardato la realizzazione di ulteriori nuovi sentieri e la collocazione di nuovi giochi e la messa a dimora di un migliaio di nuovi alberi e quasi altrettanti cespugli di varie specie; nella zona a bosco ci sono soprattutto querce roverelle, ciavardelli, sorbi, cornioli e aceri minori.
Altrettanto ricca è la varietà dei cespugli, si va dai salici rosmarinifoglia ai biancospini.

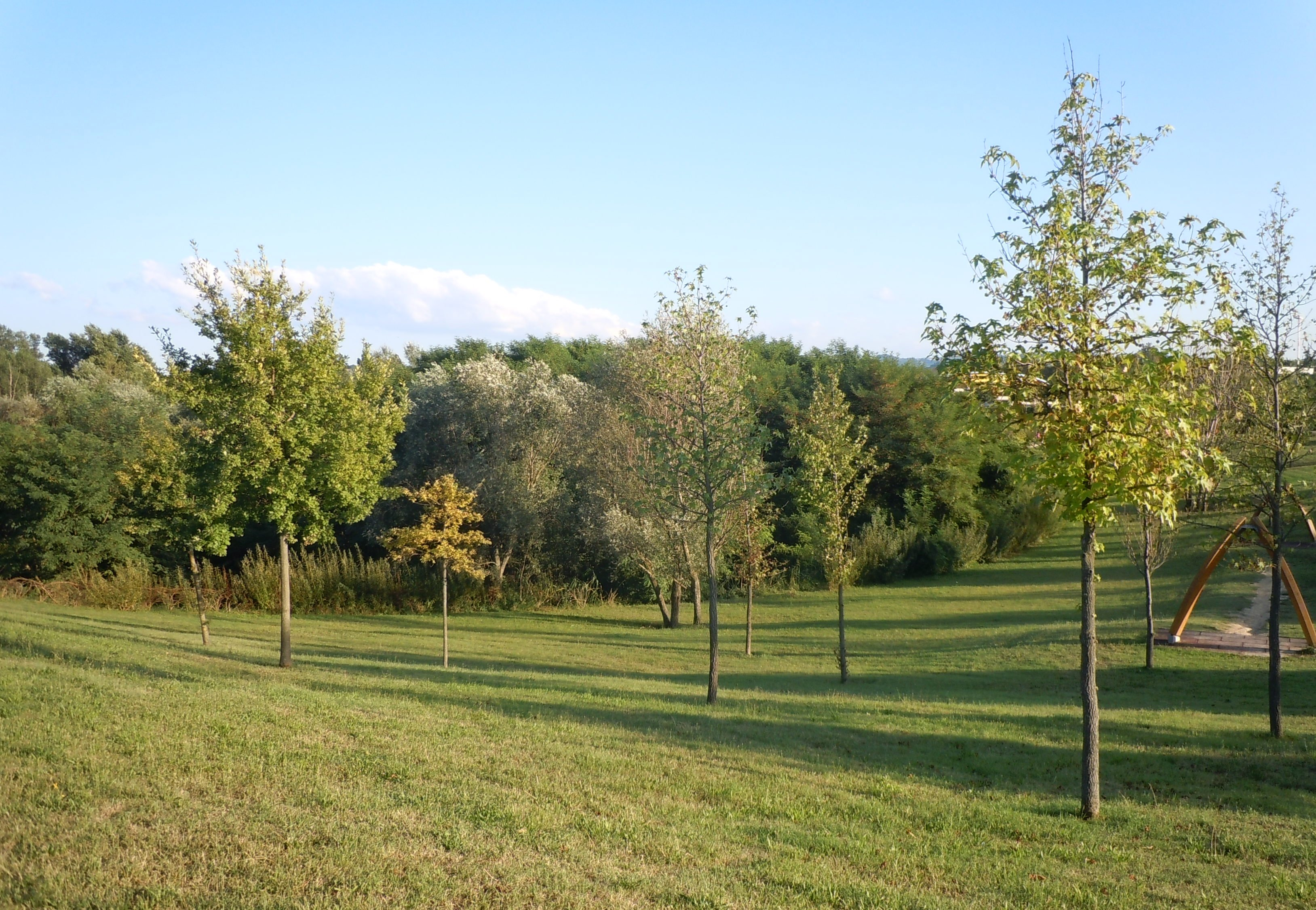
Riserva naturale

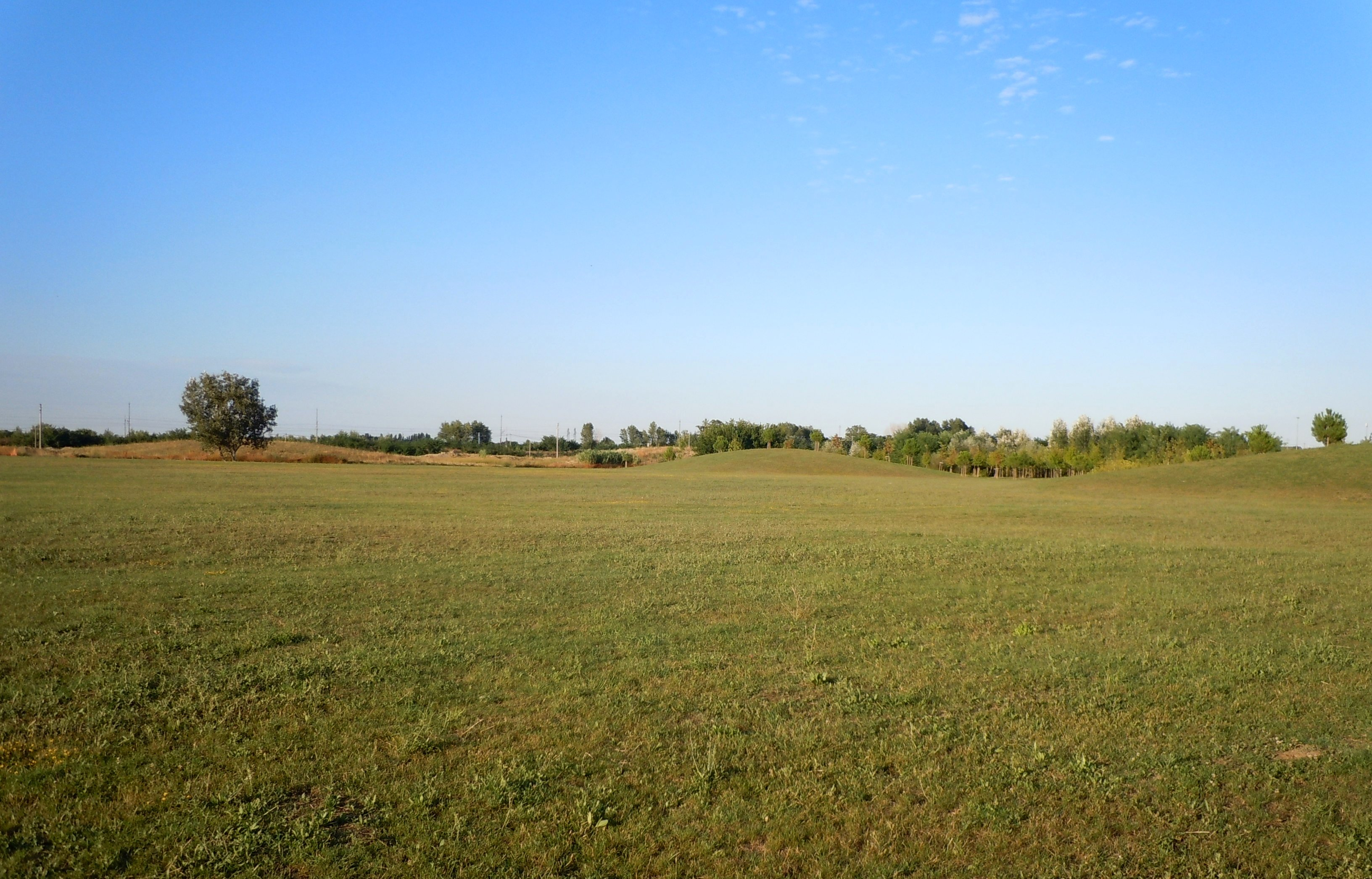
Radura centrale

## Flora
Quasi al centro del Parco Ippodromo c'è un’ampia radura delimitata da pini piantati lungo la sua circonferenza. Lo spazio è intitolato a sir Robert Baden-Powell, fondatore dello scautismo, in occasione dei 100 anni dalla fondazione.
L'intitolazione ufficiale è avvenuta il 22 febbraio 2009.
Nell'area sono presenti pini, aceri, carpini, farnie, meli e ciliegi selvatici; mentre nella zona a bosco crescono querce roverelle, ciavardelli, sorbi, cornioli, e aceri minori.
La varietà dei cespugli è composta da salici rosmarini foglia, salici da vimini, forsizie, viburni; mentre nello strato arbustivo dell'area boschiva sono presenti biancospini, lantane, agazzini, ligustri, coronille. Nel parco sono presenti due riserve naturali situate in due depressioni del terreno, che hanno permesso di salvaguardare la flora e la fauna tipiche della zona e di renderle accessibili attraverso percorsi interni. 

## Galleria d'immagini

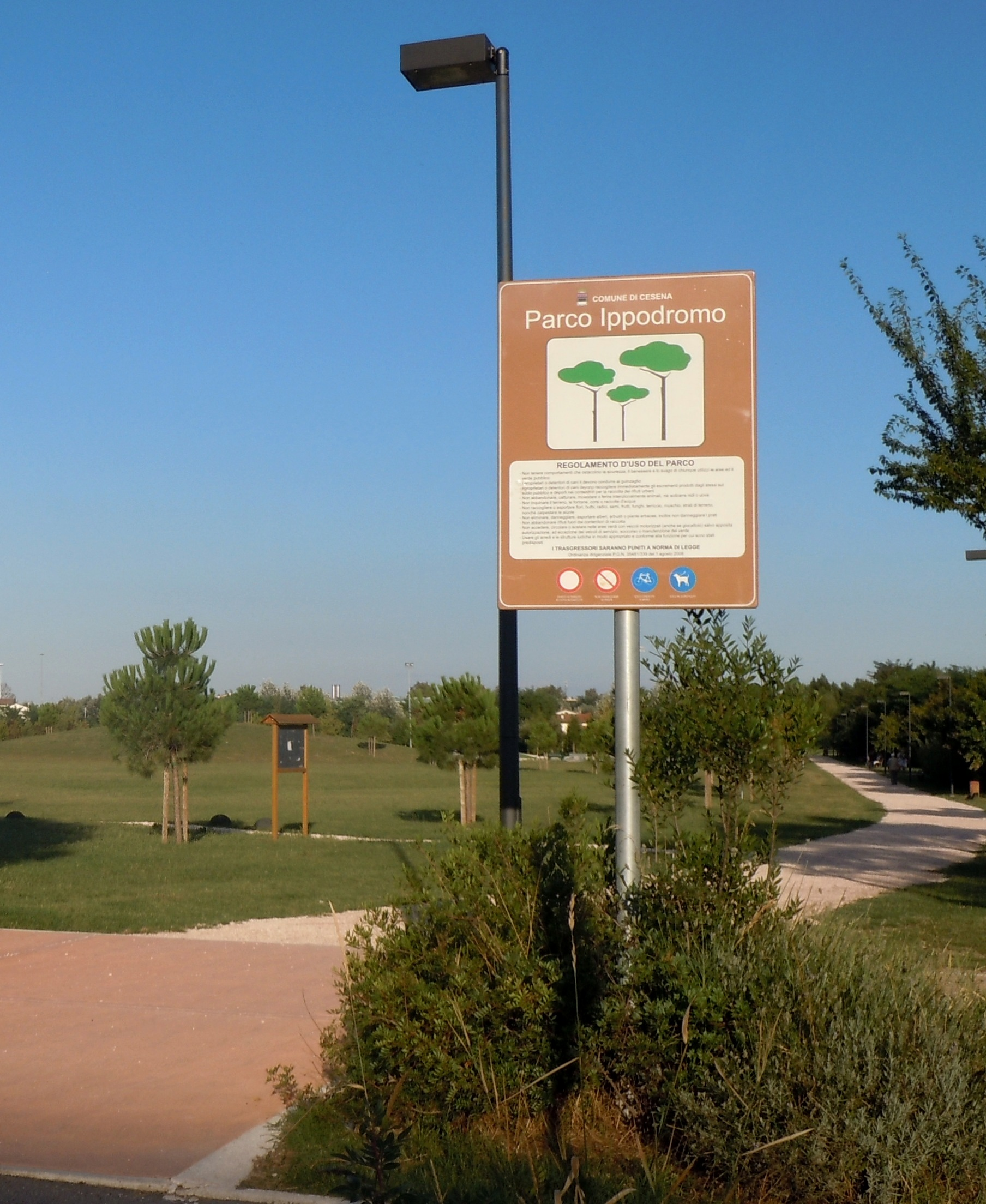
Accesso al parco
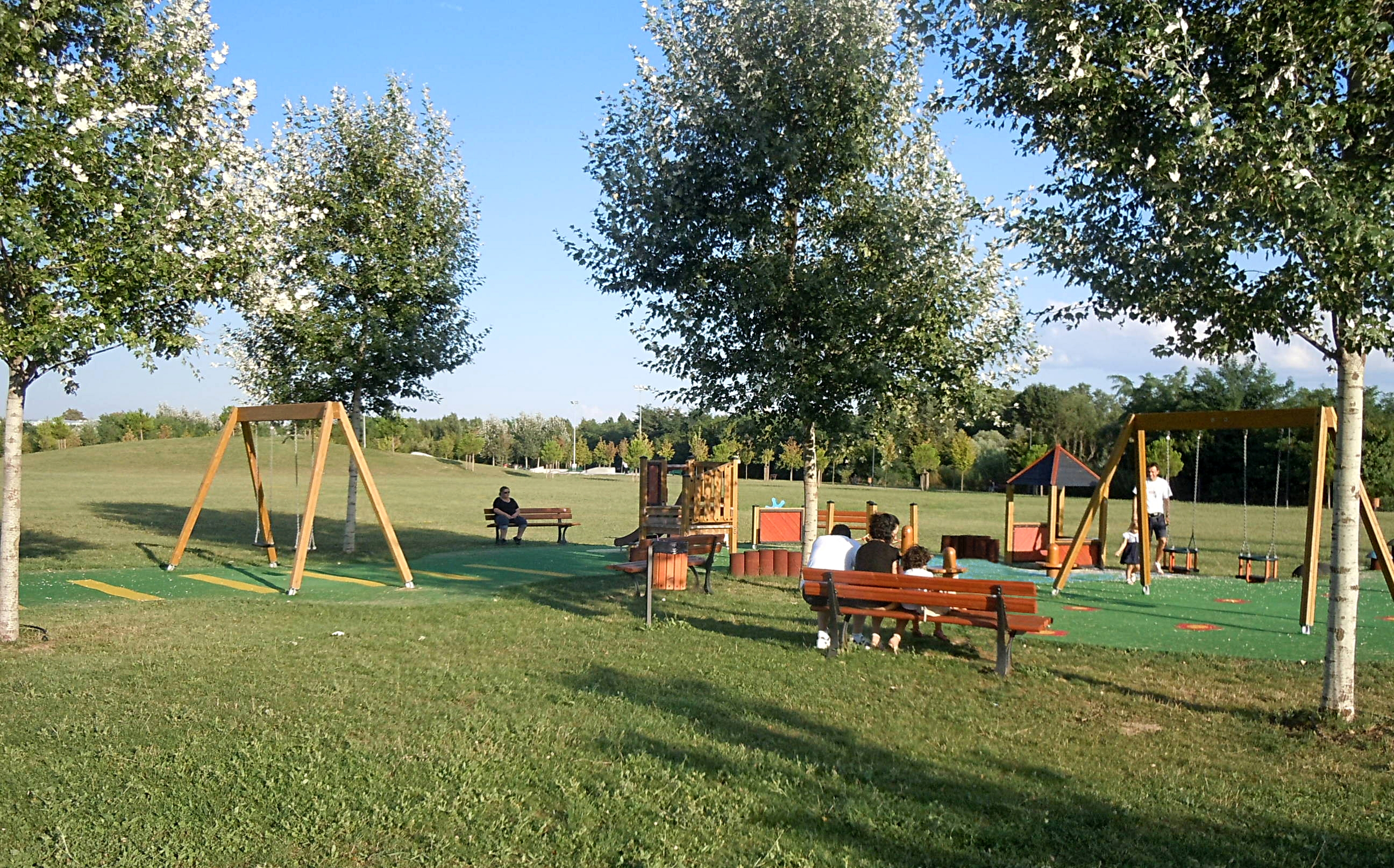
Area per bambini
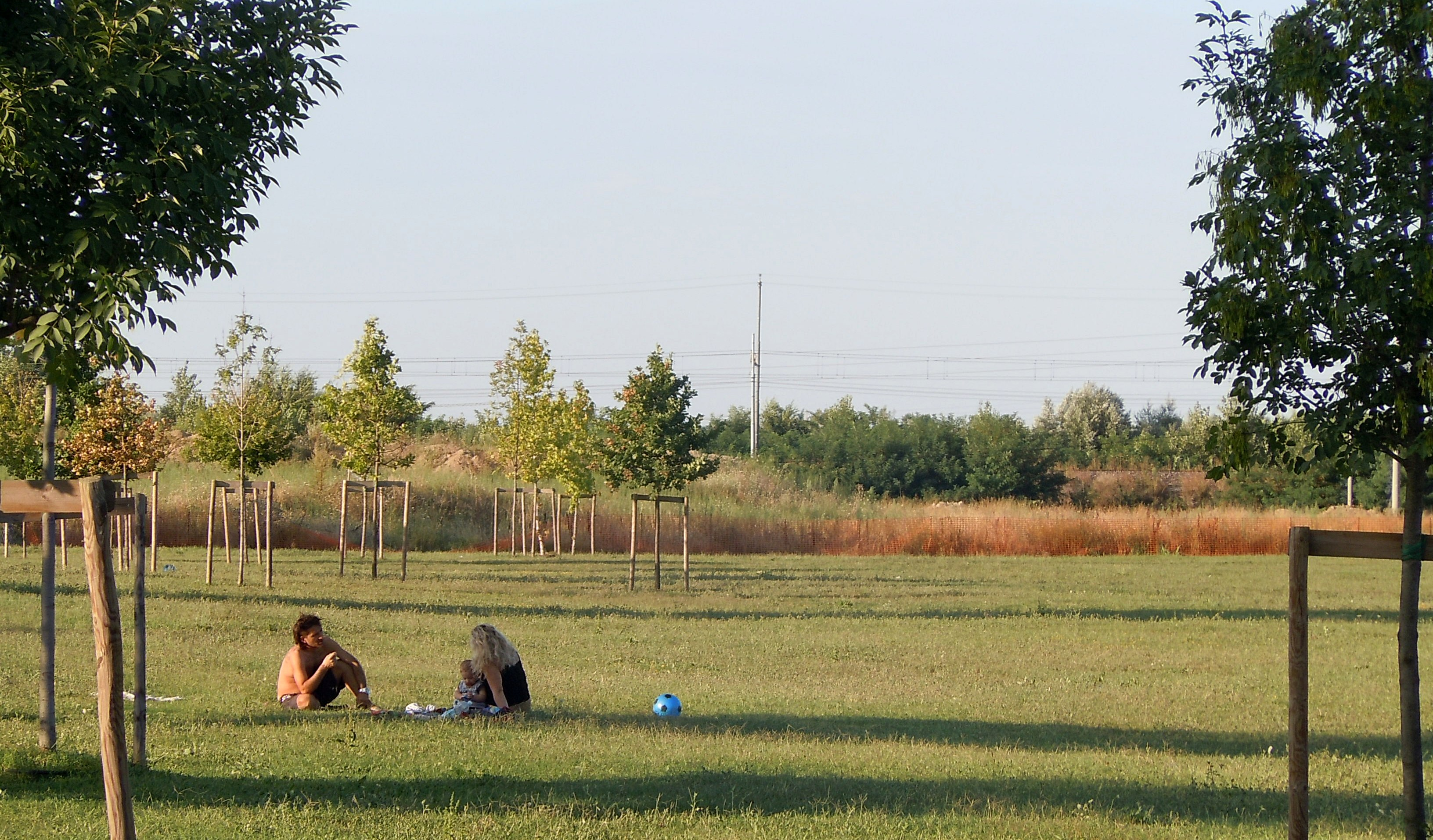
Prato
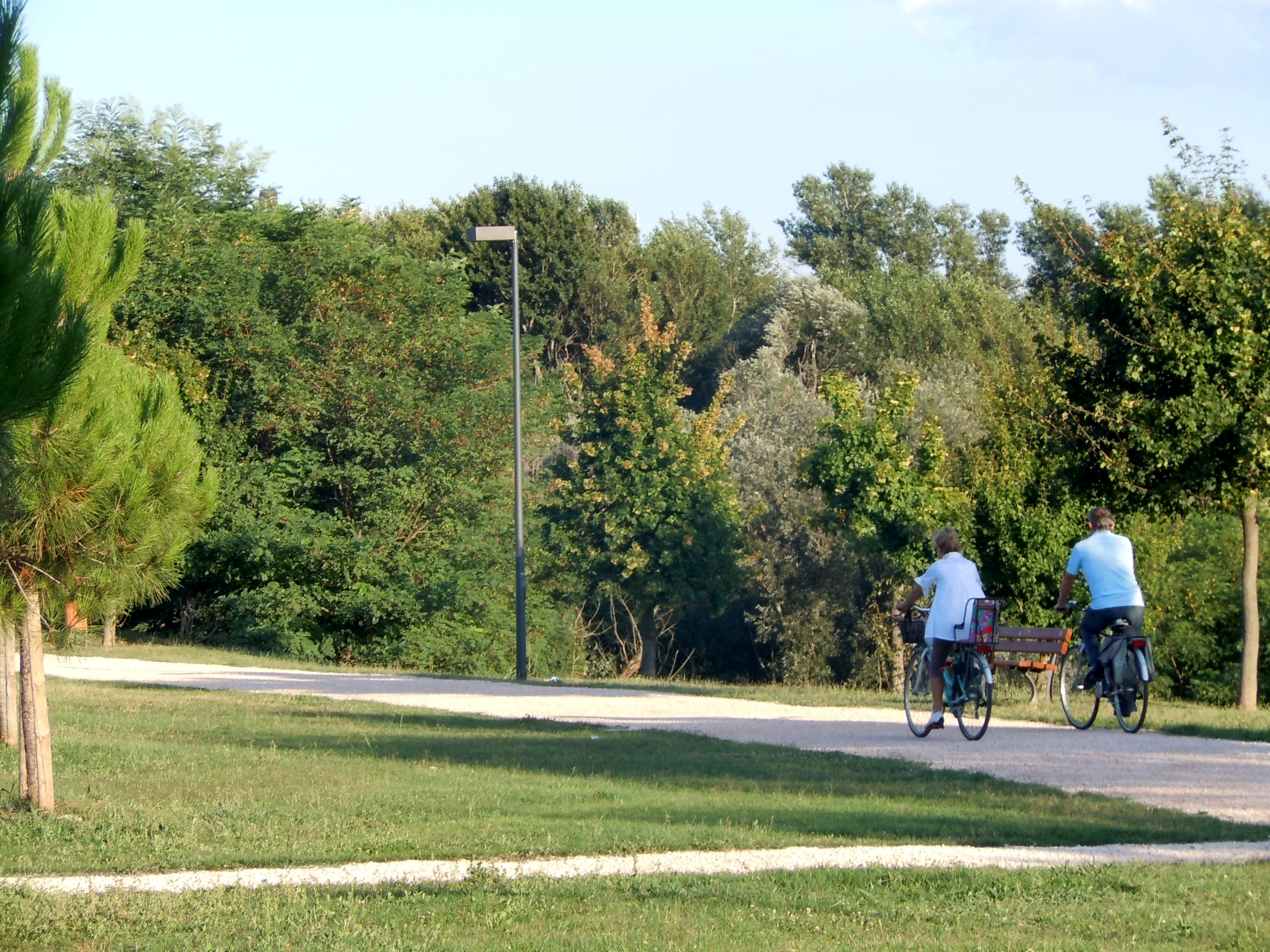
Pista ciclabile
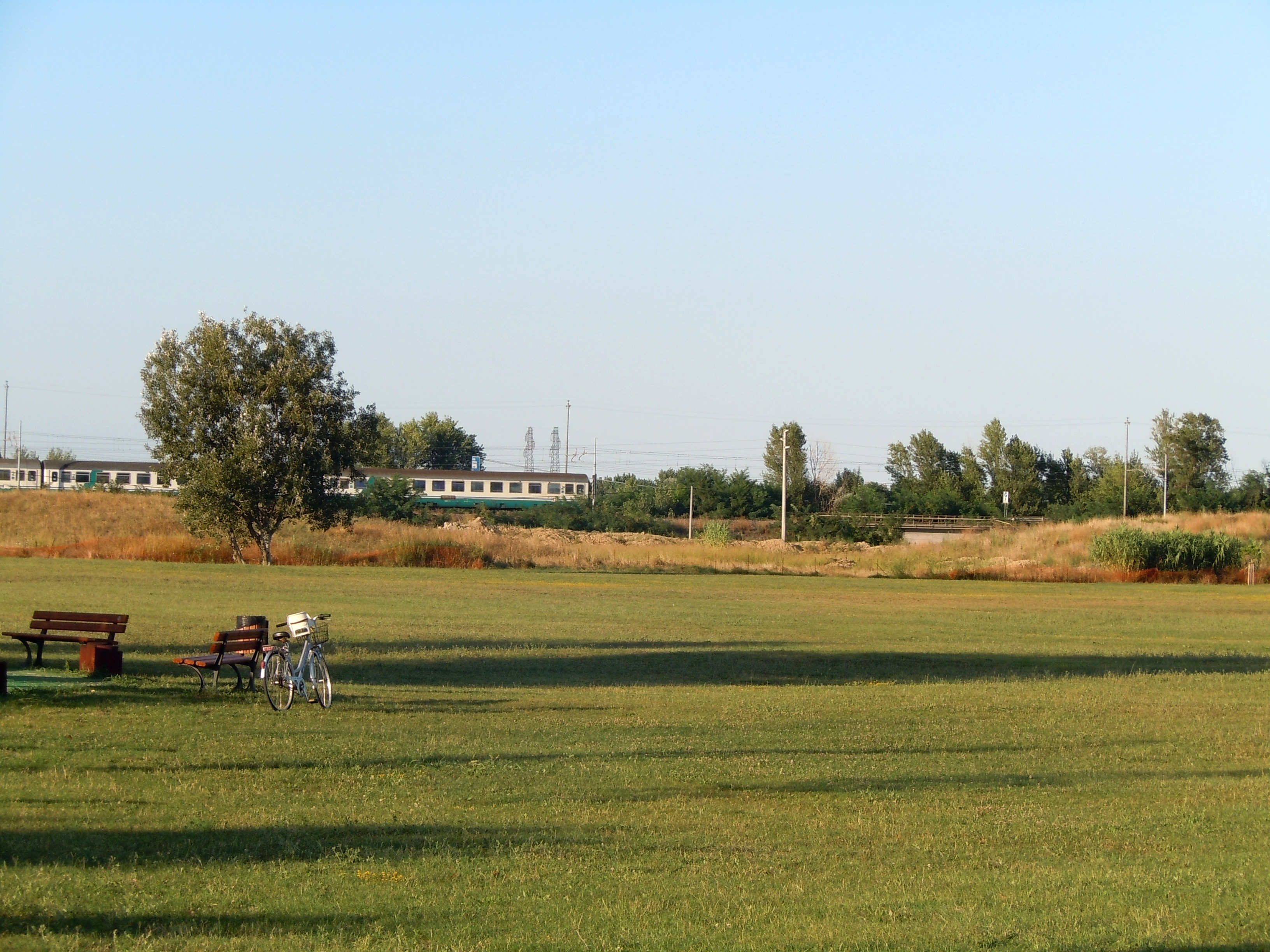
Passaggio ferroviario
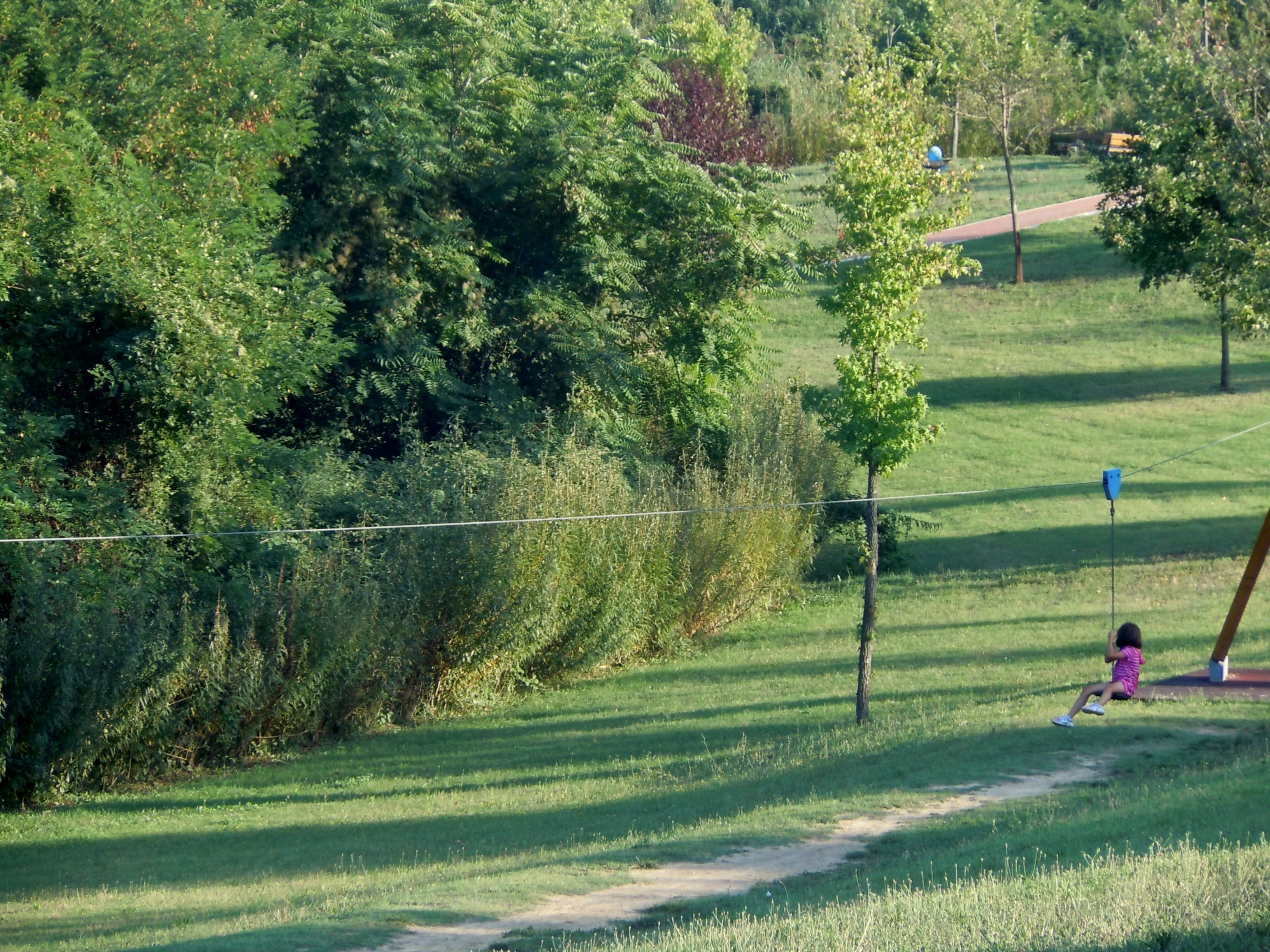
Riserva naturale
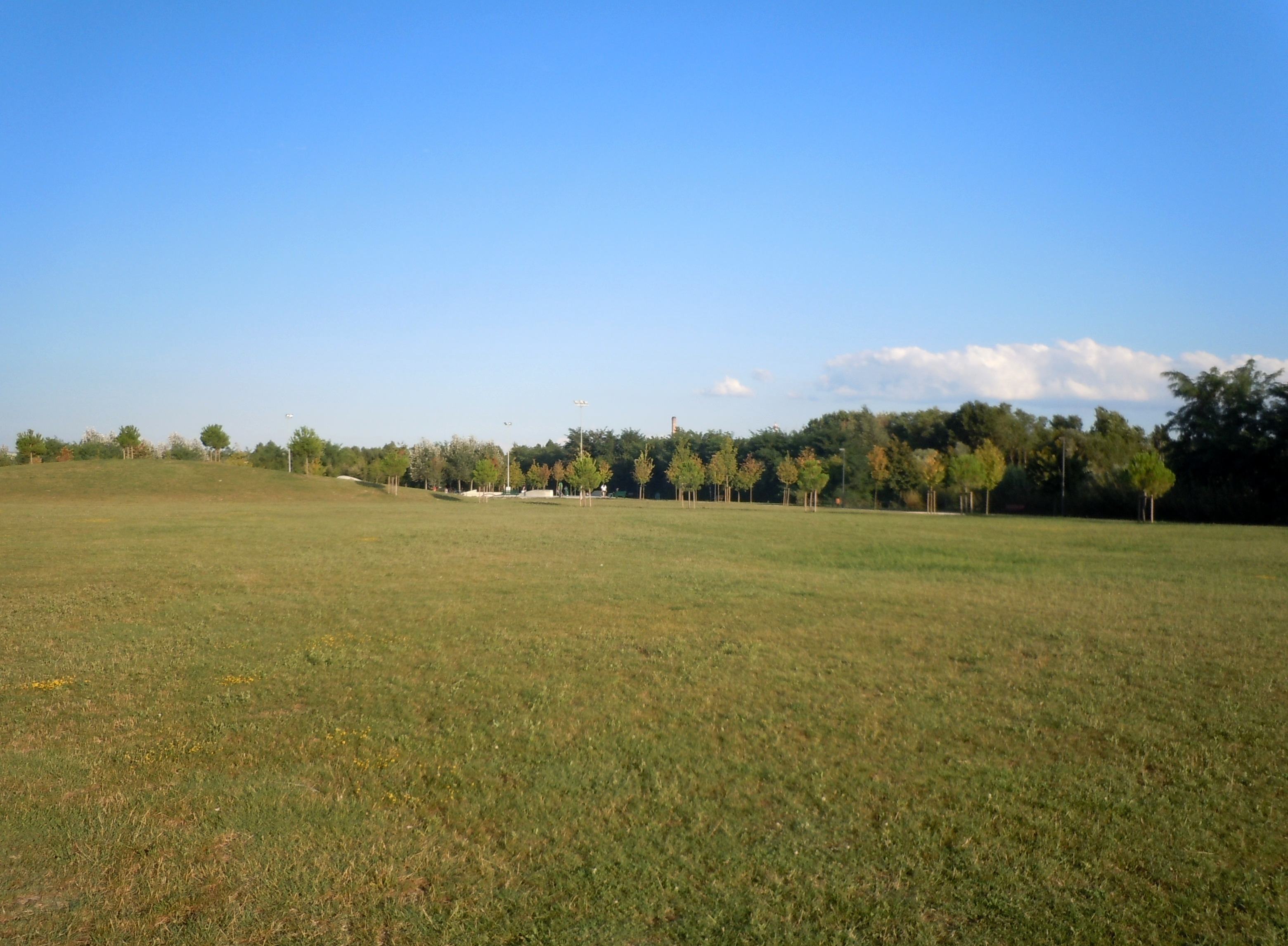
Panoramiche
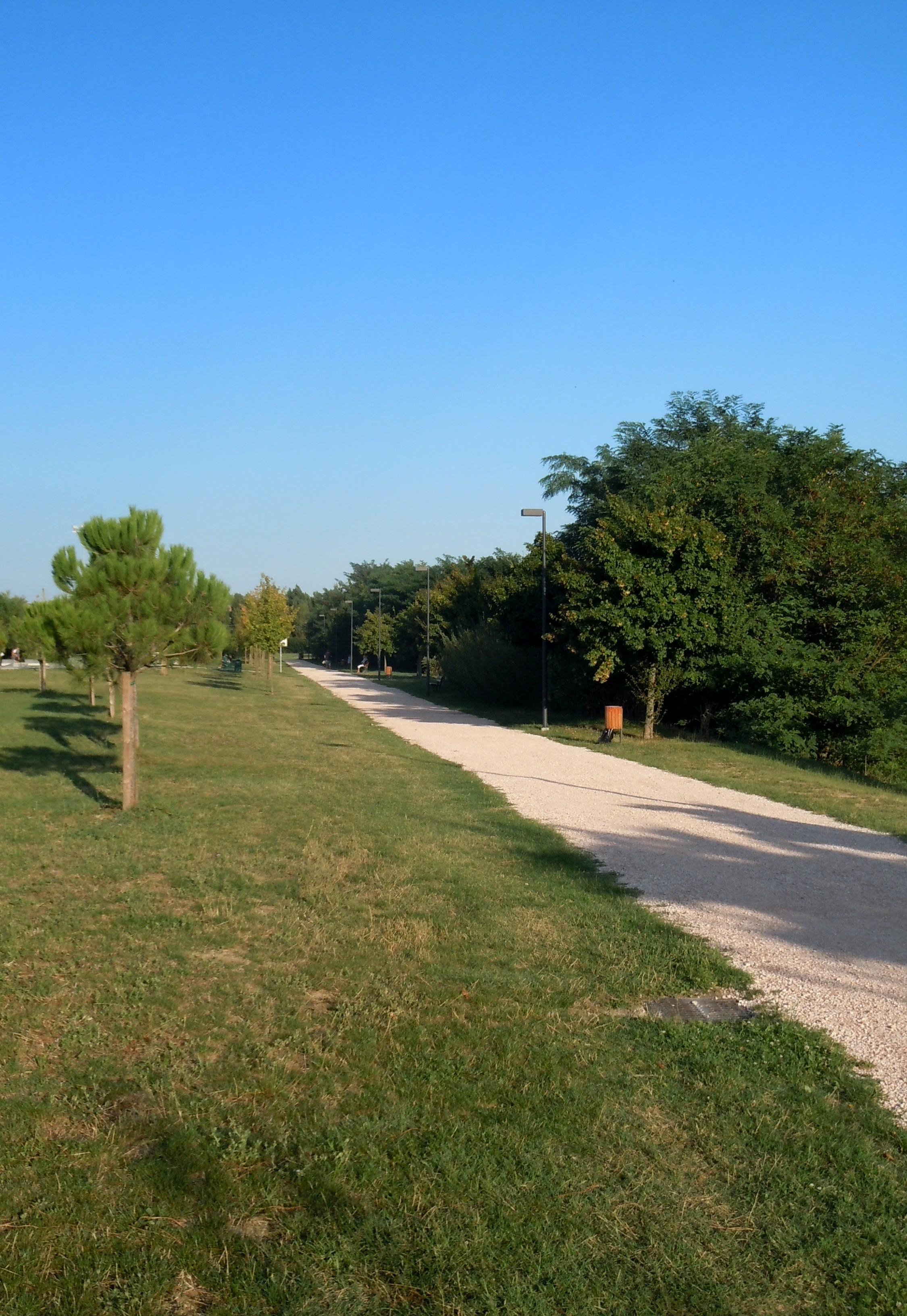
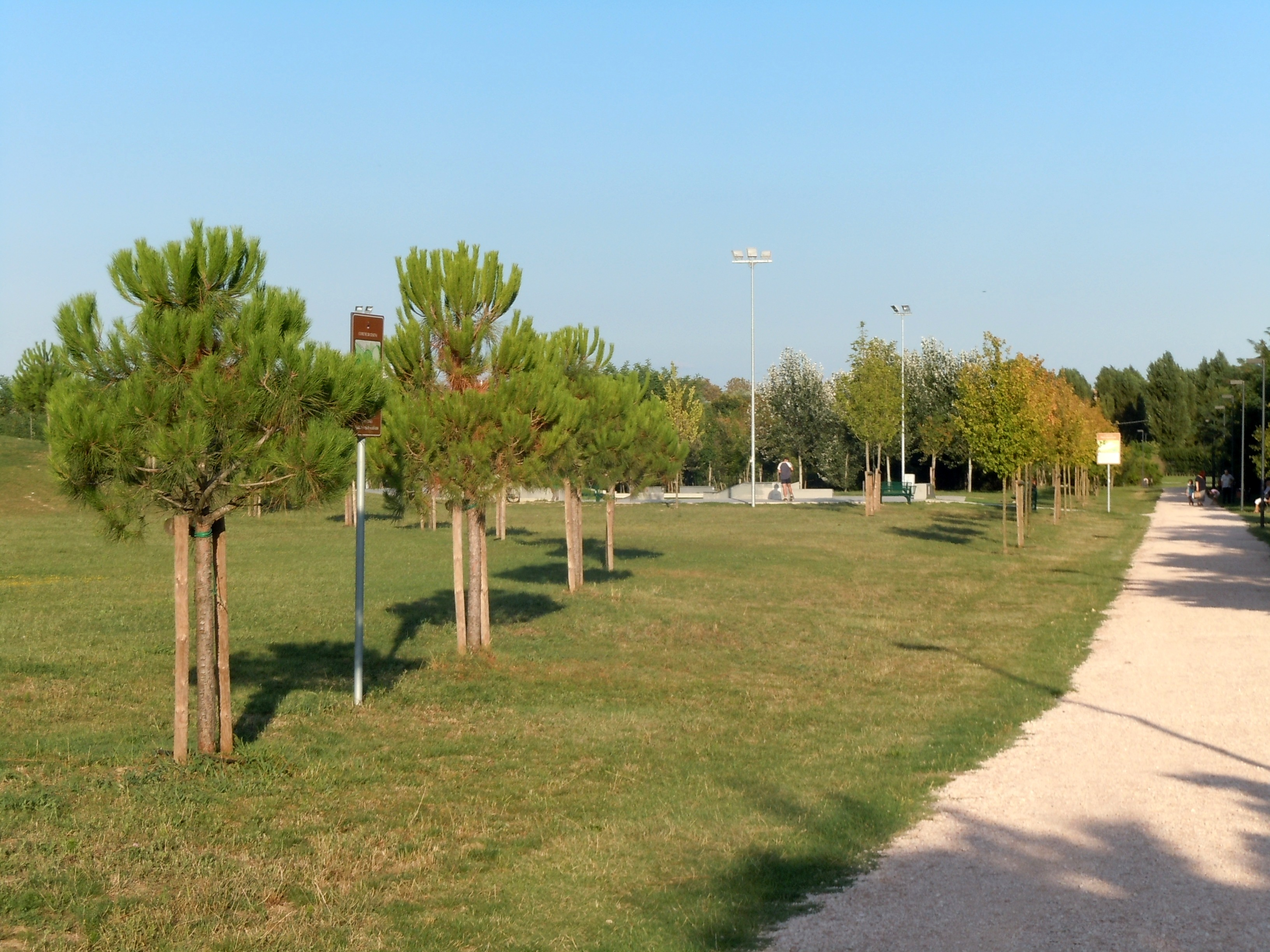
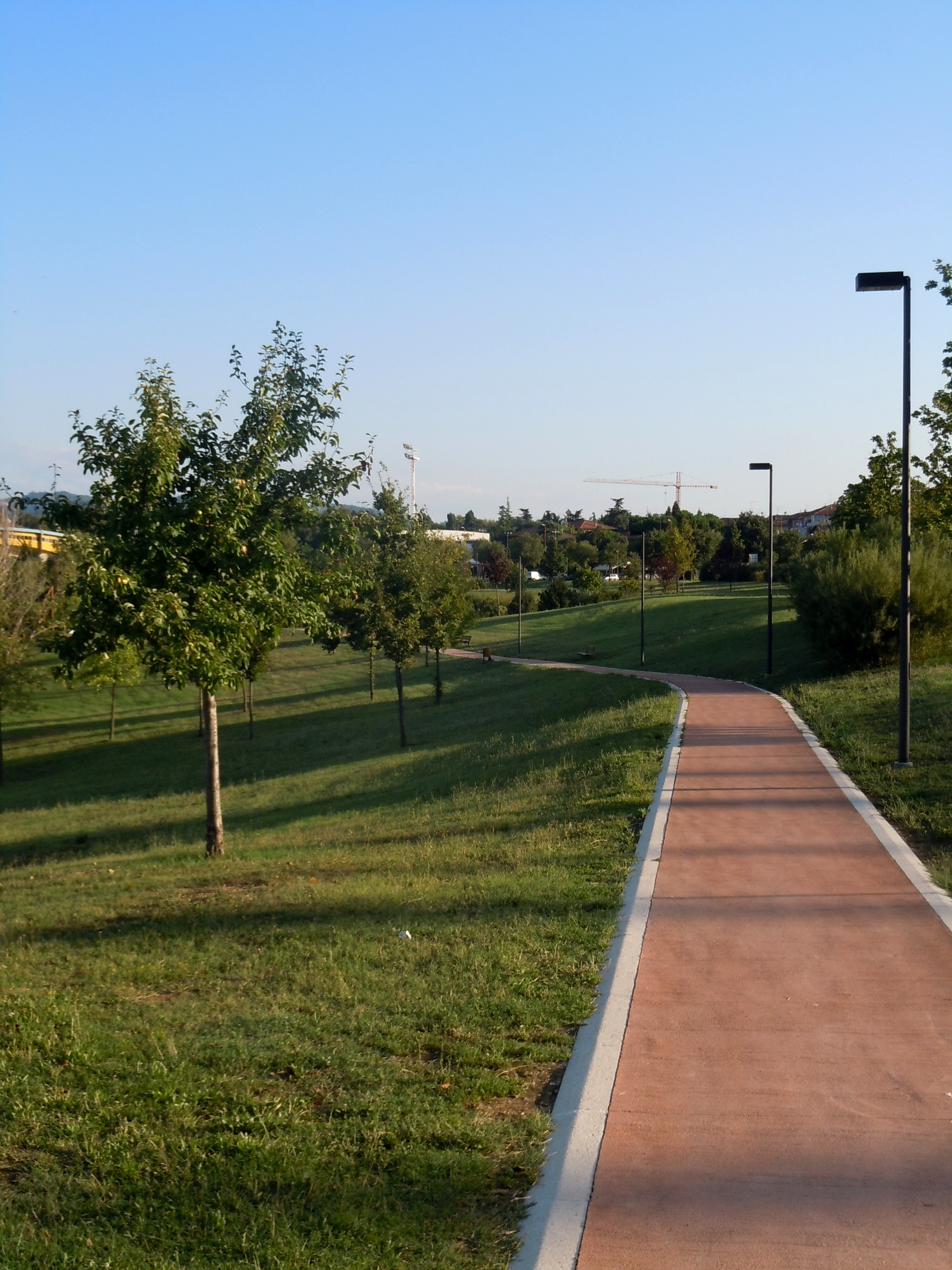